# Badalkumbura Division
Badalkumbura Division är en division i Sri Lanka.   Den ligger i distriktet Moneragala District och provinsen Uvaprovinsen, i den sydöstra delen av landet, 150 km öster om huvudstaden Colombo. Antalet invånare är 39 880.